# NGC 4743
NGC 4743 (również PGC 43653) – galaktyka soczewkowata (S0), znajdująca się w gwiazdozbiorze Centaura. Odkrył ją John Herschel 8 czerwca 1834 roku.